# Vexin français
Pour les articles homonymes, voir Vexin (homonymie).
Le Vexin français est une ancienne province et une région naturelle de France, qui se situe dans le nord-ouest de l'Île-de-France et pour une petite partie dans les Hauts-de-France, étendue sur les départements du Val-d'Oise, des Yvelines et de l'Oise. Pontoise forme désormais, avec la ville de Cergy, une agglomération, qui contraste avec le caractère rural du Vexin français, dont elle est pourtant la capitale historique.

## Géographie

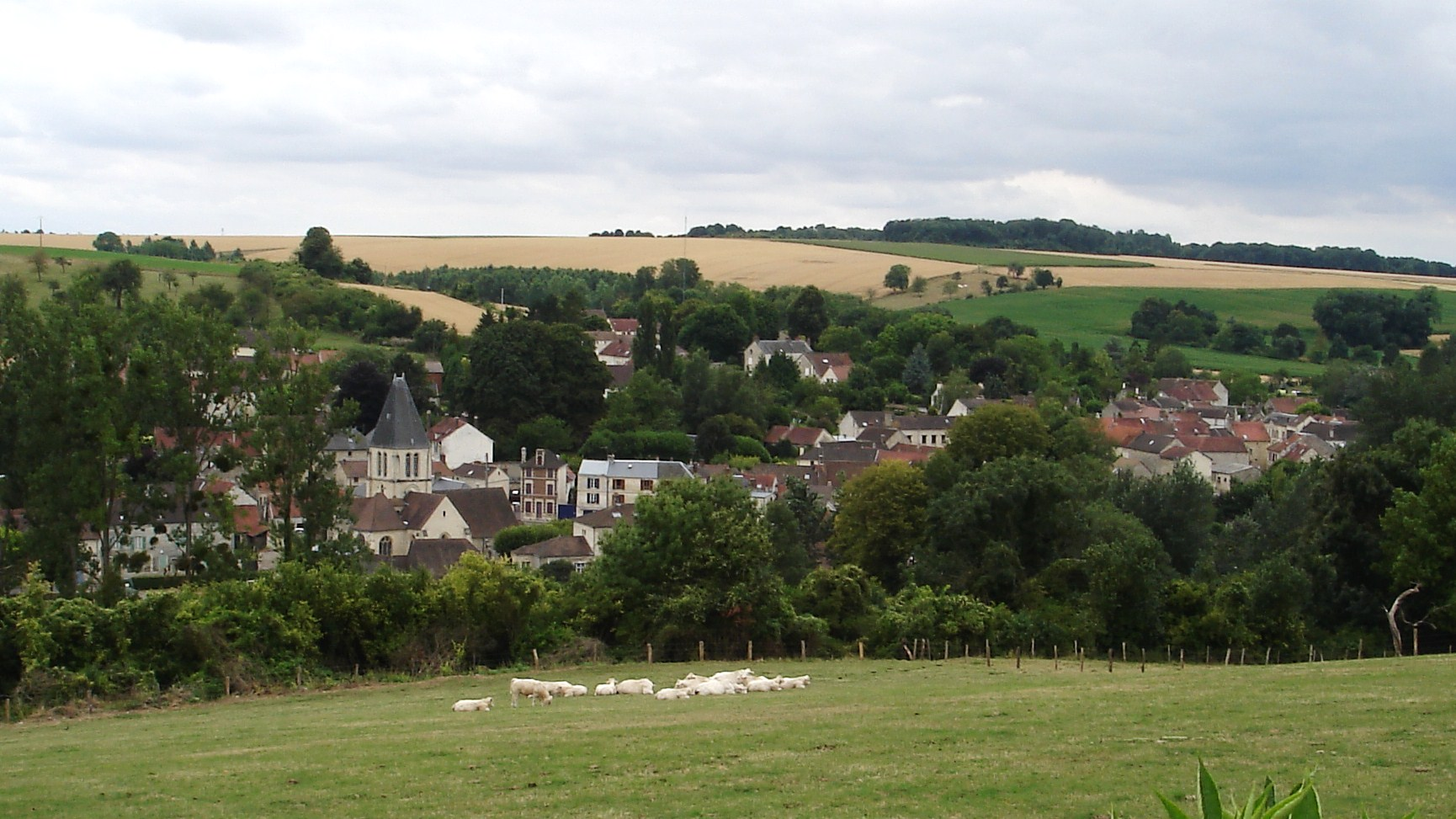
Chaussy, village typique situé dans un des vallons Vexin, entouré de champs et de bois.

Le Vexin français, comme son homologue le Vexin normand, se présente pour l'essentiel comme un plateau calcaire couvert de limons, aux espaces bien dégagés, à l'altitude variant de 100 à 140 m environ, surmonté de buttes boisées, et à vocation agricole (grande culture céréalière). Il est clairement délimité au sud par les méandres de la Seine, qui l'ont creusé en formant par endroits des vallées abruptes. Le territoire de forme grossièrement rectangulaire, d'environ 40 sur 35 kilomètres, est délimité géographiquement par des cours d'eau relativement encaissés :
- au sud par la Seine ;
- à l'est par l'Oise ;
- à l'ouest par l'Epte ;
- au nord par les vallées de l'Esches (rivière), de la Troesne ou plus simplement par la cuesta du Vexin.

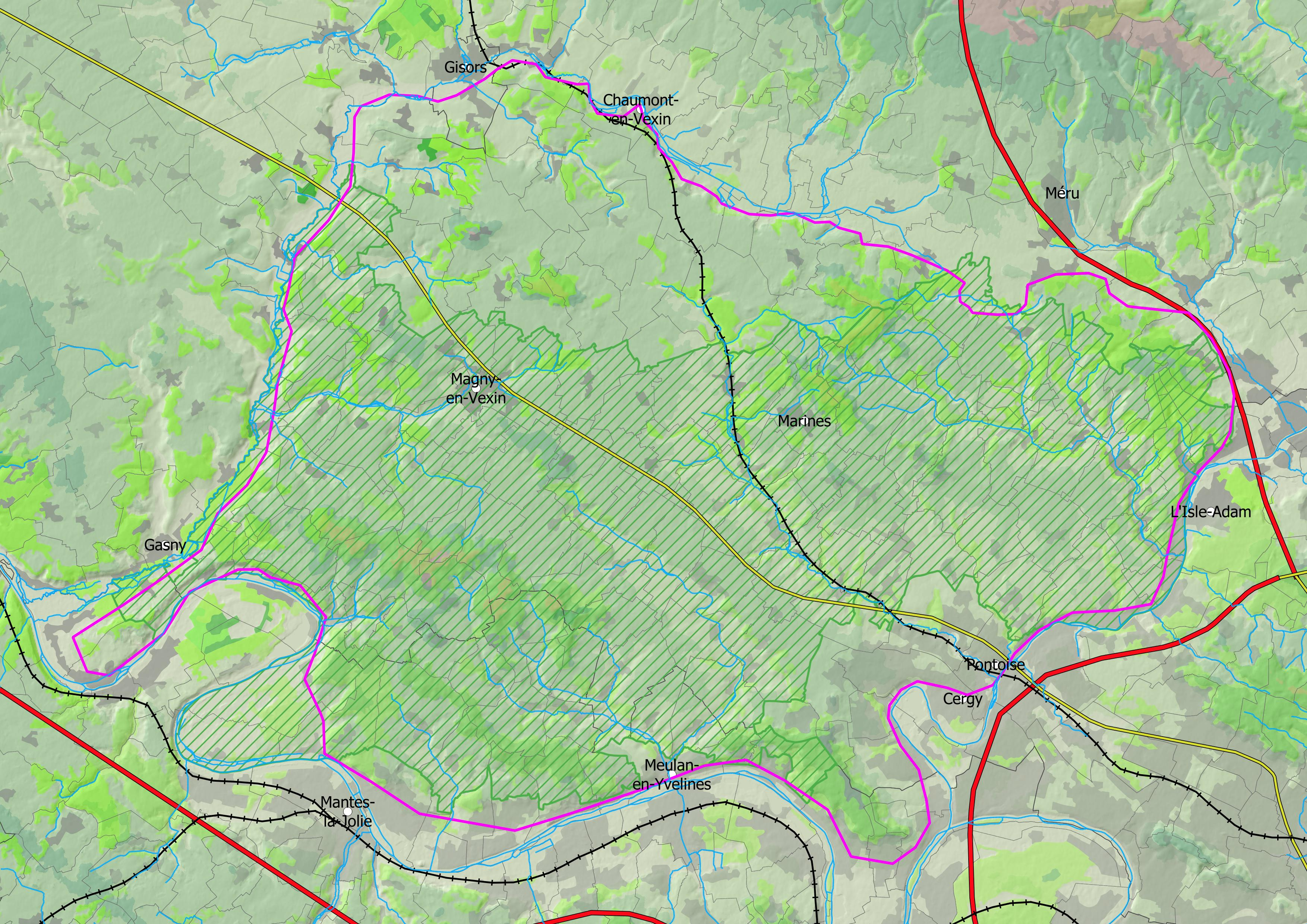
Carte topographique du Vexin français.

Dans l'Oise, les limites du Vexin français sont théoriquement marquées par la cuesta du Vexin qui sépare le plateau du Vexin de celui du pays de Thelle voisin. Cependant, certains villages situés au-delà de cette limite (sur les coteaux de la cuesta, dans la vallée de la Troesne ou de l'Esches voire au-delà) sont souvent considérés comme vexinois, ils le portent parfois dans leur nom même. Parmi ces villages hors des strictes limites géographiques du territoire, certains, rares, ne présentent que peu des caractéristiques paysagères et architecturales du Vexin. Ils sont néanmoins comptabilisés dans la nomenclature de la section organisation administrative, ci-après. Les limites picardes nord et est du Vexin français sont les plus floues de la région naturelle, les autres étant clairement délimitées par des cours d'eau d'importance (Seine, Oise et Epte), ce qui occasionne des incertitudes s'agissant de la classification de certaines communes dans une entité ou une autre, comme souvent lorsqu'il s'agit de délimiter des régions naturelles.
L'intérieur du plateau est dominé par une série de buttes et irrigué par plusieurs cours d'eau, affluents des précédents :
- le Sausseron et la Viosne, affluents de l'Oise ;
- la Montcient et l'Aubette de Meulan, affluents directs de la Seine ;
- l'Aubette de Magny et la Troesne, affluents de l'Epte.

Les vallées présentent des aspects très variés, tantôt se constituant en véritables plaines alluviales telle l'Aubette de Magny, tantôt en vallée longue et relativement encaissée telle la Viosne.
Sept des quatorze buttes constituent une ligne de crête séparant le plateau au nord de la vallée de la Seine au sud, cette ligne débute dans le massif de l'Hautil à l'est et se termine dans l'ancienne forêt d'Arthies à l'ouest. Les autres buttes sont plus ou moins éparpillées et isolées sur le plateau. La plupart sont constituées de gypse et d'une couverture en meulière très dure et inculte, elles sont pour cette raison le plus souvent boisées. Certaines buttes découronnées ont vu s'établir des villages à leur sommet (Cléry-en-Vexin, Grisy-les-Plâtres) ou sur leurs flancs (Bréançon).
Le gypse fut exploité dès le haut Moyen Âge, en particulier à Grisy-les-Plâtres.
Les buttes de Rosne, au nord, constituent le point culminant du Vexin et le deuxième de la région Île-de-France tout entière avec 216 mètres.
La région est à dominante très rurale, et à faible densité de population, à l'exception des vallées de la Seine et de l'Oise, aujourd'hui largement urbanisées, qui forment ses limites sud et qui subit l'attraction des grands centres urbains situés à sa périphérie. Ce sont principalement Rouen à l'ouest et Paris à l'est, et, plus proches, Vernon et Mantes-la-Jolie au sud, et surtout la ville nouvelle de Cergy-Pontoise au sud-est qui compte 200 000 habitants et plus de 90 000 emplois et comprend la capitale historique du Vexin français, Pontoise.
La principale ville du Vexin normand voisin, Gisors, compte environ 10 000 habitants ; elle exerce une certaine influence économique sur le nord du Vexin français. Cependant sa situation dans le département voisin de l'Eure et la région voisine Normandie diminuent ce pouvoir d'attraction relatif. Les seules agglomérations notables du Vexin français se trouvent en général en périphérie du plateau agricole : la petite ville de Chaumont-en-Vexin au nord-est, l'agglomération de Cergy-Pontoise à l'est, Meulan-en-Yvelines et Limay au sud. Magny-en-Vexin, compte tenu de sa situation relativement centrale, tend à devenir la petite capitale du plateau agricole du Vexin français, avec une vocation commerciale marquée.
Le paysage se caractérise par un groupement important de la population en villages, qui s'est accentué au fil des siècles, les rares écarts et fermes isolées ne représentant que 5 % de la population totale.
Le principal axe de communication est la route nationale 14 qui relie Paris à Rouen via Pontoise. Son tracé, qui est le plus direct entre les deux villes, est assez rectiligne et suit celui d'une ancienne voie romaine, la chaussée Jules César.

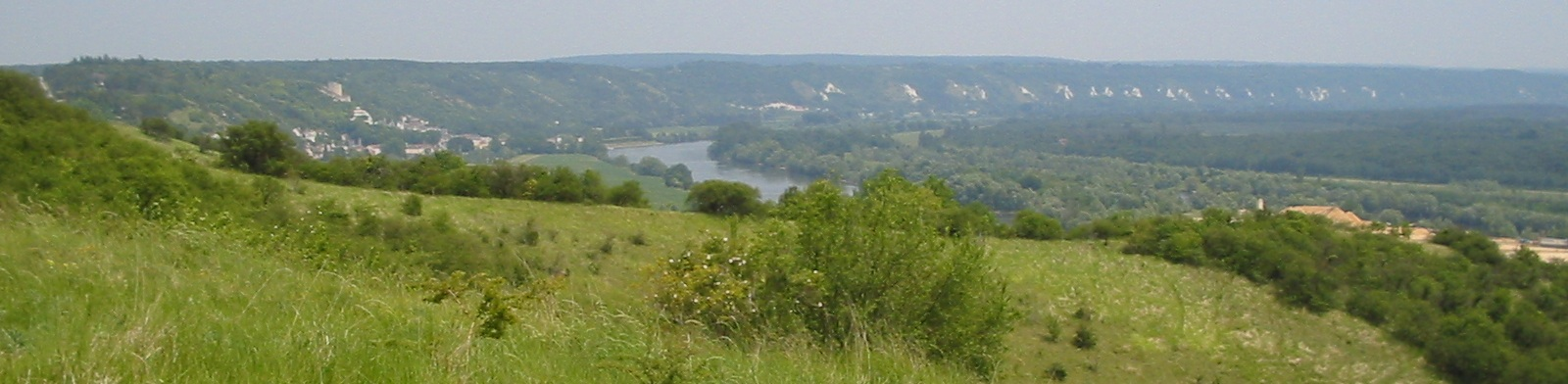
Paysage de La Roche-Guyon et vallée de la Seine.

### Géologie
La géologie du Vexin français, constitutif du Bassin parisien, est caractérisée par sa nature sédimentaire.
Le sous-sol comprend plusieurs types de roches superposées. La première est la craie blanche campanienne, la plus ancienne, datant d'environ 80 millions d'années et d'environ quatre-vingts mètres d'épaisseur, qui affleure dans les fonds de vallées. Elle est surmontée par une couche calcaire du Montien (65 millions d'années), pierre à bâtir vexinoise par excellence, puis par les couches d'argile et de sable de l'Yprésien, dont les argiles du Sparnacien, épaisses de cinq à quinze mètres, leur caractère imperméable provoque l'apparition de lignes de sources et rend les fonds de vallées marécageuses. Cette couche est surmontée par le sable du Cuisien, de dix à trente mètres d'épaisseur.
On trouve ensuite l'importante masse calcaire du Lutétien, d'une épaisseur de vingt à quarante mètres, et qui constitue l'assise du plateau du Vexin. Sa présence explique l'existence de phénomènes karstiques. Les couches du Bartonien qui lui succèdent (40 millions d'années) voient s'alterner le grès et le sable de l'Auversien, puis le calcaire de Saint-Ouen, et enfin les sables du Marinésien, épais de cinq à trente mètres.

### Réseau de communication
À l'exception de la vallée de la Seine au sud parcourue de plusieurs grandes voies de communication, et de la vallée de l'Oise dans une moindre mesure, le Vexin français n'est parcouru que par des axes relativement secondaires qui expliquent en partie son long isolement. Seule la route nationale 14 le traverse, récemment mise à deux fois deux voies jusqu'à la sortie de Magny-en-Vexin. La seule voie ferrée traversant le plateau est la ligne de Saint-Denis à Dieppe, ligne secondaire de grande couronne, essentiellement utilisée pour un trafic voyageurs pendulaire de grande couronne et des départs/retours de week-ends.

## Histoire
Le mot Vexin vient de celui des Véliocasses, peuple gaulois dont le territoire a formé le diocèse de Rouen qui était leur chef-lieu et un pagus avec un comte attesté en 750. Le comté de Vexin fut également une « avoués » de l'abbaye de Saint-Denis.

### Moyen Âge

Vexin français : d'azur semé de fleurs de lys d'or au lambel d'hermine.

Le Vexin s'est trouvé partagé en deux, à l'est le Vexin français et à l'ouest le Vexin normand, lors du traité de Saint-Clair-sur-Epte, le 11 juillet 911, par lequel le roi de France Charles III le Simple concède au chef normand Rollon tout le territoire situé entre l'Epte au nord, et l'Avre au sud, et la mer, pour former les prémices du futur duché de Normandie, comprenant une partie du Vexin, l'autre restant dans le possession du roi de France.
En 1031, le duc de Normandie, Robert Ier de Normandie ayant aidé le roi Henri Ier contre une révolte de la reine douairière, Constance d'Arles, reçut en remerciement le Vexin français, entre Epte et Oise avec Pontoise.
Le comté du Vexin était tenu par un grand féodal, Raoul de Gouy, également possesseur des comtés d'Amiens et du Valois. En 1063, Gauthier III de Gouy meurt empoisonné, prisonnier de Guillaume le Bâtard. Son cousin Raoul IV de Vexin lui succède, et son unique fils Simon de Vexin entre au monastère en 1077. En 1082, le roi des Francs Philippe Ier en profite pour reprendre le Vexin français donnée par son père au duc de Normandie.
Cette partition engendrera plusieurs siècles de conflits entre les deux voisins, surtout lorsque le duc de Normandie devint roi d'Angleterre en 1066, et que les ambitions des deux souverains ne cessèrent de grandir.
Cette annexion ne fut pas du goût des ducs de Normandie : la région connaît des attaques en 1087, 1094, 1097-1098 et 1124[réf. nécessaire]. C'est d'ailleurs en 1087 que Guillaume le Conquérant, revenu en Normandie, pille au cours de l'été le Vexin français et doit faire face aux attaques du roi Philippe Ier, et qu'il sera mortellement blessé au cours de l'attaque de la ville de Mantes,.
La vallée de l'Epte est alors puissamment fortifiée : de nombreux ouvrages militaires sont édifiés tant par le roi de France que par le duc de Normandie. On peut citer parmi ceux encore plus ou moins partiellement existants : Gisors, Neaufles-Saint-Martin et Château-sur-Epte côté normand, Trie-Château et La Roche-Guyon côté français. On peut y ajouter le château de Pontoise, capitale historique du Vexin français, où le roi Louis VI le Gros réside fréquemment. Néanmoins, ces forteresses n'empêchent en rien de nombreux pillages et dévastations dans la région durant plus d'un siècle.
En 1193, Philippe Auguste se rend maître de Gisors : il met la main sur le duché de Normandie tout entier dix ans plus tard après la disparition de Richard Cœur de Lion et dépossède le dernier grand féodal du Vexin, le comte de Meulan, qui avait soutenu le roi d'Angleterre.
En 1195 le Vexin français est définitivement réuni au domaine royal par Philippe Auguste.
Le XIIIe siècle et la première moitié du XIVe siècle sont une grande époque de paix et de prospérité dans le Vexin, qui se traduit par la construction de nombreuses églises, d'importants défrichements, et une augmentation notable de la population, Pontoise compte alors 2150 feux en 1332, ce qui hisse la ville parmi les plus importantes du royaume.
Durant la guerre de Cent Ans le Vexin français est l'enjeu de divers combats, dont en particulier lors de la chevauchée d'Édouard III en 1346 qui ruine tout le Vexin. La peste noire apparaît en 1348, tuant 1 000 habitants à Pontoise. La Grande Jacquerie, qui naît dans le Beauvaisis, gagne rapidement les campagnes du Vexin français.
Au début du XVe siècle, Pontoise et de nombreux villages sont ruinés, les cultures sont négligées faute d'hommes valides, et la forêt reprend ses droits sur les terres défrichées. Puis c'est la guerre civile entre Armagnacs et Bourguignons, ces derniers tenant garnison à Pontoise en 1417. Toutefois, les Anglais reprennent la ville par surprise le 31 juillet 1419. Le Vexin reste pendant dix-sept ans sous domination anglaise. En 1449, le château de Gisors est définitivement repris aux Anglais, c'est la fin de cette guerre pour le Vexin.
« J'ai vu de mes yeux les vastes plaines de la champagne, de la Brie, de la Beauce..., le Maine, le Perche, le Vexin normand et français, le Beauvaisis... déserts, en friche, dépeuplés couverts de ronces et de buissons... » décrit alors, dans sa chronique du roi Charles VII, l'évêque de Lisieux, Thomas Basin.
Le calme enfin retrouvé apporte une fièvre de reconstruction : c'est l'époque du gothique flamboyant, les riches bourgeois acquièrent des seigneuries et remplacent les châteaux forts par des résidences de plaisance.

### La Renaissance

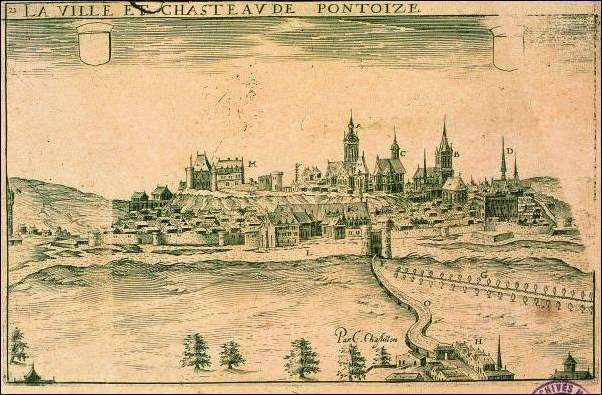
La ville et chasteau de Pontoise,
gravure par C. Chastillon (XVIe siècle).

Vers 1550, le Vexin français retrouve sa population de 1332, soit environ 25 000 habitants. Mais la prospérité retrouvée ne dure pas longtemps : les guerres de Religion débutent, qui couvrent à peu près la deuxième partie du XVIe siècle.
Les États généraux sont convoqués à Pontoise par le chancelier Michel de L'Hospital en 1560, mais ils ne parviennent pas à rétablir la paix. Plusieurs seigneurs du Vexin rejettent la Réforme et font du Vexin une place forte de la Ligue catholique.
Le roi Henri III accompagné d'Henri de Navarre, futur Henri IV, doit mettre le siège devant Pontoise le 8 juillet 1589, après avoir repris Meulan. La ville se rend, mais Henri III est assassiné à Saint-Cloud quelques semaines plus tard et dès 1590 le duc de Mayenne, chef de la Sainte Ligue, reprend possession de Pontoise.
En 1594, Henri IV abjure le protestantisme, Pontoise lui ouvre ses portes, et le Vexin retrouve la paix religieuse.
Voici comment Noël Taillepied décrit le Vexin français en 1586 :
« La Beausse a ses bleds, le Parisis son plastre, Arles son muscat, Orléans son vin clairet, Normandie ses fruicts, Picardie ses forêts le Berry ses moutons, Le Mans ses chapons, Melun ses anguilles, Caudebec son esperlan, Corbeil ses pesches, Cailly son cresson, Dijon sa moustarde, Lyon ses marrons, Limoulx ses peignes, Tholose ses ciseaux, Moulins ses ganivets, Langres ses cousteaux, et ainsi de chasque pays qui a sa commodité particulière mais, en général, le pays du Vequecin a chair et poisson, terre et eau, bleds et vignes, bois et prés, estangs et rivières, petites montagnes et doulces vallées, chaux et plastre, pierres et bricques, villes et chasteaux, nobles et paysans, hommes en grand nombre et plusieurs espèces d'animaux. Bref (comme je doibs dire) il n'y a pays au monde plus commode à l'entretenement de la vie humaine, tant pour la sérénité de l'air que pour l'abondance des vivres qui y sont quand il court bon temps ».
« Ce pays s'estend depuis la petite rivière de Valmondois en l'Isle Adam jusques à une autre petite rivière qui passe par Fleury, nommée Andelle, à cinq lieues de Rouen. Ce pays est appelé en latin « Pagus Belgassinus » (comme est aussi le pays d'auprès de Troyes en Champagne, dit « Trecassinum »), en françois, Vequecin, par corruption de langage, pour dire Belgassin… ».

### LesXVIIeetXVIIIesiècles
Le Vexin fait peu parler de lui durant le XVIIe siècle. La vie y reprend son cours, seulement interrompu par plusieurs vagues successives de peste en 1625, 1630, 1636 et 1642 puis par la Fronde de 1648 à 1652.
Le XVIIIe siècle est particulièrement prospère : 80 % de la superficie du territoire est couverte par les labours, l'assolement triennal repose sur l'alternance du blé, de l'avoine et de la jachère. Le blé atteint un rendement remarquable de quinze quintaux à l'hectare. Le pâturage est également important, avec environ 30 000 ovins et de 7 à 8 000 vaches, même si les prairies naturelles n'occupent que 4 % de la superficie. La forêt connaît à cette époque son plus important recul, n'occupant plus que 8 % du territoire. Le pays est alors contrôlé par environ 400 grands fermiers, à qui le clergé et la noblesse a délégué, outre la terre et les moulins, la perception de l'impôt.

### La Révolution et leXIXesiècle

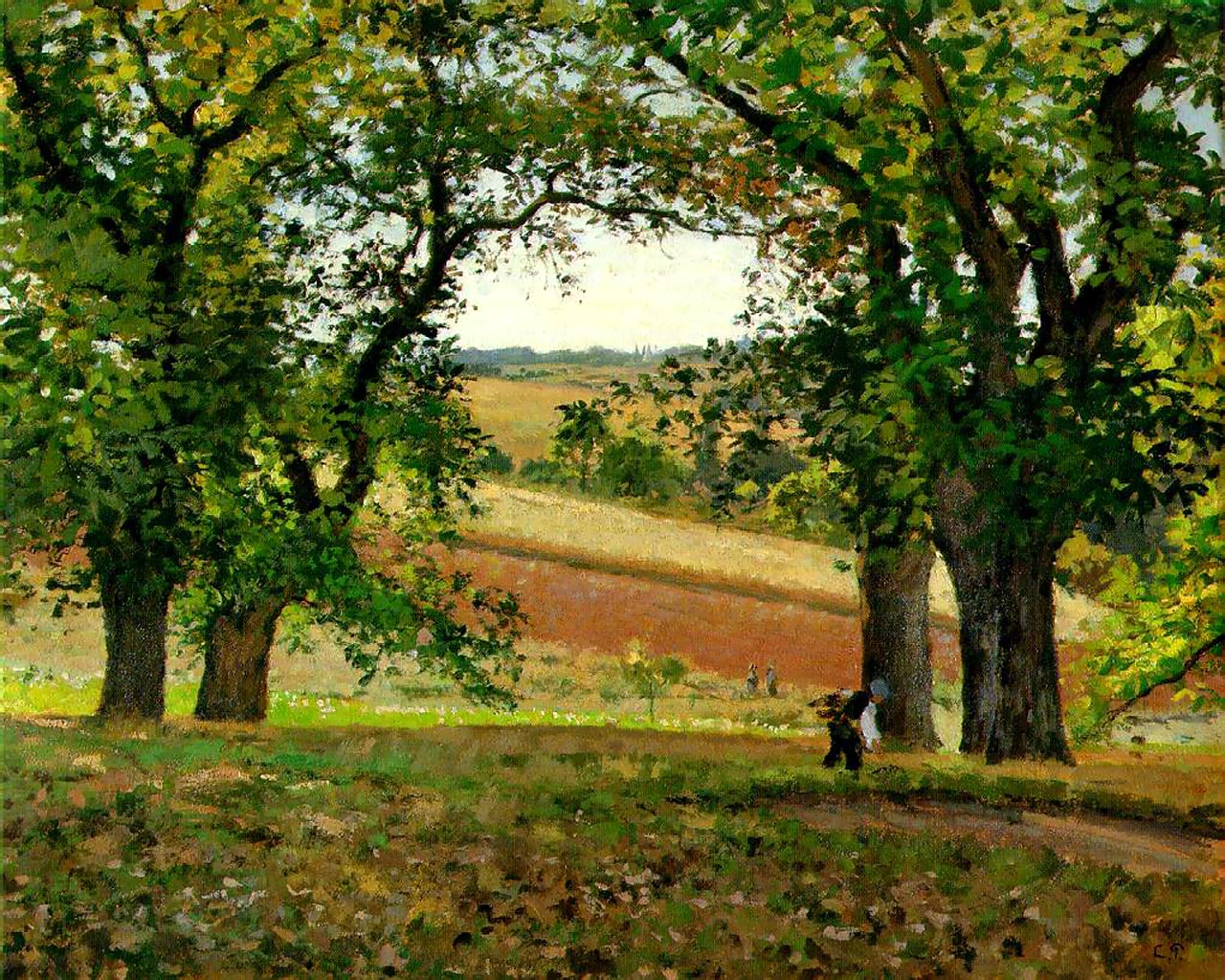
Pissarro - Les châtaigniers à Osny.

La Révolution française n'a pas entraîné dans le Vexin les gros bouleversements connus ailleurs, sinon que la bourgeoisie s'est enrichie par l'achat de biens nationaux notamment.
La pomme de terre commence à être massivement cultivée, puis la production de betteraves à sucre déclenche la construction de sucreries et d'usines de distillation.
Le chemin de fer fait son apparition au milieu du XIXe siècle avec la ligne Paris-Dieppe, puis par des lignes secondaires comme Valmondois-Marines. Il permet aux Vexinois de vendre plus facilement leurs productions agricoles sur le marché parisien. Il apporte aussi à coût bien plus abordable les produits d'autres régions ; c'est ainsi que le vin est importé et la vigne disparaît peu à peu du paysage du Vexin français.
Mais le XIXe siècle laisse surtout l'ensemble du Vexin en dehors de la révolution industrielle : quelques usines apparaissent timidement ici et là (Bray-et-Lû par exemple) mais leur nombre reste très limité, la population stagne, les villages ne grossissent plus après la Révolution, le Vexin français compte 29 928 habitants en 1790, valeur proche de celle du Moyen Âge, il en compte 30 453 en 1876 et 32 195 en 1962. Le Vexin français demeure depuis une région à nette vocation agricole.
À la fin du siècle, les peintres paysagistes, puis les impressionnistes plantent leurs chevalets dans les campagnes du Vexin, et dans la vallée de l'Oise notamment : Daubigny à Auvers-sur-Oise, puis Pissarro à Pontoise et à Éragny-sur-Epte, Claude Monet à Vétheuil, suivis plus tard par Cézanne puis van Gogh à Auvers-sur-Oise rendent les paysages du Vexin français célèbres dans le monde entier. D'autres peintres post-impressionnistes s'installent dans le Vexin, Georges William Thornley à Osny par exemple.

### LeXXesiècle
Pendant la Seconde Guerre mondiale, Pontoise est bombardée par les Allemands les 7 et 10 juin 1940, puis, par les Alliés cette fois, les 9 et 14 août 1944.
En 1944, Rommel installe dans les boves de La Roche-Guyon son état-major, et une usine d'assemblage de fusées V1 est installée dans les champignonnières de Nucourt. Ces villages sont alors pilonnés par la R.A.F., Nucourt est détruit à 95 %, Moussy et Banthelu très atteints, et le château de La Roche-Guyon endommagé.
Le 30 août 1944 les troupes britanniques et canadiennes pénètrent dans le Vexin normand, remontent la vallée de l'Andelle et avancent sur Gisors, préalablement pilonné par les Alliés. Les représailles sont courantes : à Charmont, des paysans travaillant aux champs, sont fusillés par les Allemands le 21 août 1944. Plusieurs mémoriaux et monuments aux morts sont édifiés.
La vallée de la Seine, et dans une moindre mesure, la vallée de l'Oise voient se développer une urbanisation de type pavillonnaire à partir des années 1920. Le phénomène de rurbanisation provoque une augmentation de population dans certains villages, parfois par la construction de lotissements (Avernes, La Chapelle-en-Vexin), bien peu respectueux de l'architecture traditionnelle vexinoise. Mais pour l'ensemble, relativement isolé dans le quart nord-ouest de l'Île-de-France, protégé de l'urbanisation massive par la mise en œuvre de la ville nouvelle de Cergy-Pontoise, qui a de fait contribué à canaliser l'urbanisation, et par la faiblesse des moyens de communication, le plateau du Vexin reste préservé de l'urbanisation en tache d'huile de l'agglomération parisienne et de la construction de grandes voies de communication. En effet, aucune autoroute ni voie ferrée d'importance ne le traverse.
Le site du plateau du Vexin est protégé par son classement en 1972 puis par l'institution du parc naturel régional du Vexin français en 1995.

## Organisation administrative
En gardant à l'esprit les remarques relatives aux limites géographiques plus floues du Nord du Vexin, dans l'Oise, on peut arrêter le chiffre de 167 communes vexinoises. Elles s'étendent sur deux régions et trois départements : en Île-de-France, les Yvelines (31 communes) et le Val-d'Oise (88 communes) et l'Oise (47 communes) dans les Hauts-de-France.
Administrativement, le territoire recoupe quatre arrondissements : l'arrondissement de Pontoise (Val-d'Oise), l'arrondissement de Mantes-la-Jolie (Yvelines), l'arrondissement de Saint-Germain-en-Laye (Yvelines) et l'arrondissement de Beauvais (Oise).
S'agissant des cantons, le Vexin français comprend tout ou partie des cantons suivants (découpage cantonal d'avant 2014) :
- dans le Val-d'Oise : le canton de Vigny (l'ensemble des 18 communes), le canton de Magny-en-Vexin (l'ensemble des 26 communes), le canton de Marines (l'ensemble des 19 communes), le canton de la Vallée-du-Sausseron (l'ensemble des 12 communes), le canton de l'Hautil (5 communes sur 6, Neuville-sur-Oise étant située sur la rive gauche de l'Oise), le canton de Cergy-Nord (l'ensemble des 4 communes), le canton de Cergy-Sud (composé d'une fraction de Cergy, commune déjà comptabilisée, et d'Éragny, hors du périmètre géographique), le canton de Beaumont-sur-Oise (2 communes sur la rive droite de l'Oise, les six autres étant sur la rive gauche ou au-delà de l'Esches), le canton de l'Isle-Adam (seule Parmain est située sur la rive droite de l'Oise) et le canton de Pontoise (qui ne comprend que la ville éponyme) ;
- dans l'Oise : le canton de Méru (9 communes sur 20, l'entité étant séparée en deux par les rivières frontières du Vexin français), le canton de Chaumont-en-Vexin (l'ensemble des 37 communes) et le canton du Coudray-Saint-Germer (une seule des 18 communes : Flavacourt) ;
- dans les Yvelines : le canton d'Andrésy (les trois communes), le canton de Poissy-Nord (uniquement la commune de Carrières-sous-Poissy, située sur la rive droite de la Seine) et le canton de Triel-sur-Seine (uniquement Triel-sur-Seine, située sur la rive droite de la Seine)  dans l'arrondissement de Saint-Germain-en-Laye et le canton de Bonnières-sur-Seine (trois communes situées sur la rive droite de la Seine), le canton de Limay (l'ensemble des 17 communes) et le canton de Meulan (sept des neuf communes) dans l'arrondissement de Mantes-la-Jolie.

### Structures intercommunales
Une partie des communes du Vexin français se sont regroupées en communautés d'agglomération ou de communes. Il s'agit d'une, plusieurs ou l'ensemble des communes des structures suivantes :
- Dans le Val-d'Oise
  - la communauté d'agglomération de Cergy-Pontoise (neuf des treize communes)
  - la communauté de communes de la Vallée de l'Oise et des Trois Forêts (deux des sept communes)
  - la communauté de communes de la Vallée de l'Oise et des impressionnistes (trois des six communes)
  - la communauté de communes Vexin centre (l'ensemble des trente-quatre communes)
  - la communauté de communes de la Vallée du Sausseron (l'ensemble des douze communes)
  - la communauté de communes Vexin - Val de Seine (l'ensemble des vingt-six communes)
  - la communauté de communes du Haut Val-d'Oise (une des huit communes)

- Dans les Yvelines
  - la communauté d'agglomération Seine et Vexin (l'ensemble des dix-sept communes)
  - la communauté d'agglomération de Mantes-en-Yvelines (huit des trente-cinq communes)
  - la communauté d'agglomération des Deux Rives de Seine (quatre des douze communes)
  - la Communauté de communes des Portes de l'Île-de-France (deux des neuf communes)
  - la Communauté de communes des Coteaux du Vexin (l'ensemble des trois communes)

La commune de Maurecourt fait partie de la communauté d'agglomération de Cergy-Pontoise.
- Dans l'Oise
  - la communauté de communes des Sablons (neuf des 25 communes[9])
  - la communauté de communes du Vexin Thelle (37 des 42 communes)
  - la communauté de communes du Pays de Bray (la seule commune de Flavacourt, sur les 23 que compte la structure[10])

## Économie et parc naturel régional
La plupart des communes encore rurales du Vexin français se sont constituées en parc naturel régional en 1995 dont le siège se trouve à Théméricourt. Il compte 94 communes (77 dans le Val-d'Oise et 17 dans les Yvelines) et six villes-portes. Il s'étend sur 680 km2 et compte 79 000 habitants.
Les communes de Picardie dans le département de l'Oise sont restées en dehors du parc naturel régional, la gestion conjointe d'un parc par deux régions (Île-de-France et Picardie), semblant, à l'époque, trop complexe (bien que cela existe déjà ailleurs depuis de nombreuses années comme dans le cas du parc naturel régional Normandie-Maine créé en... 1975). Dans le Val-d'Oise, deux communes (Ambleville et La Chapelle-en-Vexin) destinées géographiquement à en faire partie ont refusé d'entrer dans le parc lors de sa création. Toutefois, elles ont rejoint le parc en 2008 en même temps que trois communes des Yvelines (Évecquemont, Vaux-sur-Seine et Juziers).
En 2004, le territoire du parc naturel totalisait 13 497 emplois dans le secteur privé, dont 11 056 dans le Val-d'Oise et 2 441 dans les Yvelines.
Les actifs de la région travaillent essentiellement dans l'agglomération de Cergy-Pontoise, puis la vallée de la Seine (Mantes-la-Jolie, Les Mureaux), cependant, Marines, et surtout Magny-en-Vexin offrent de nombreux emplois et une certaine vivacité économique. Les actifs travaillant dans le Vexin français se localisent plutôt à l'ouest du territoire.

## Patrimoine

### Le patrimoine naturel

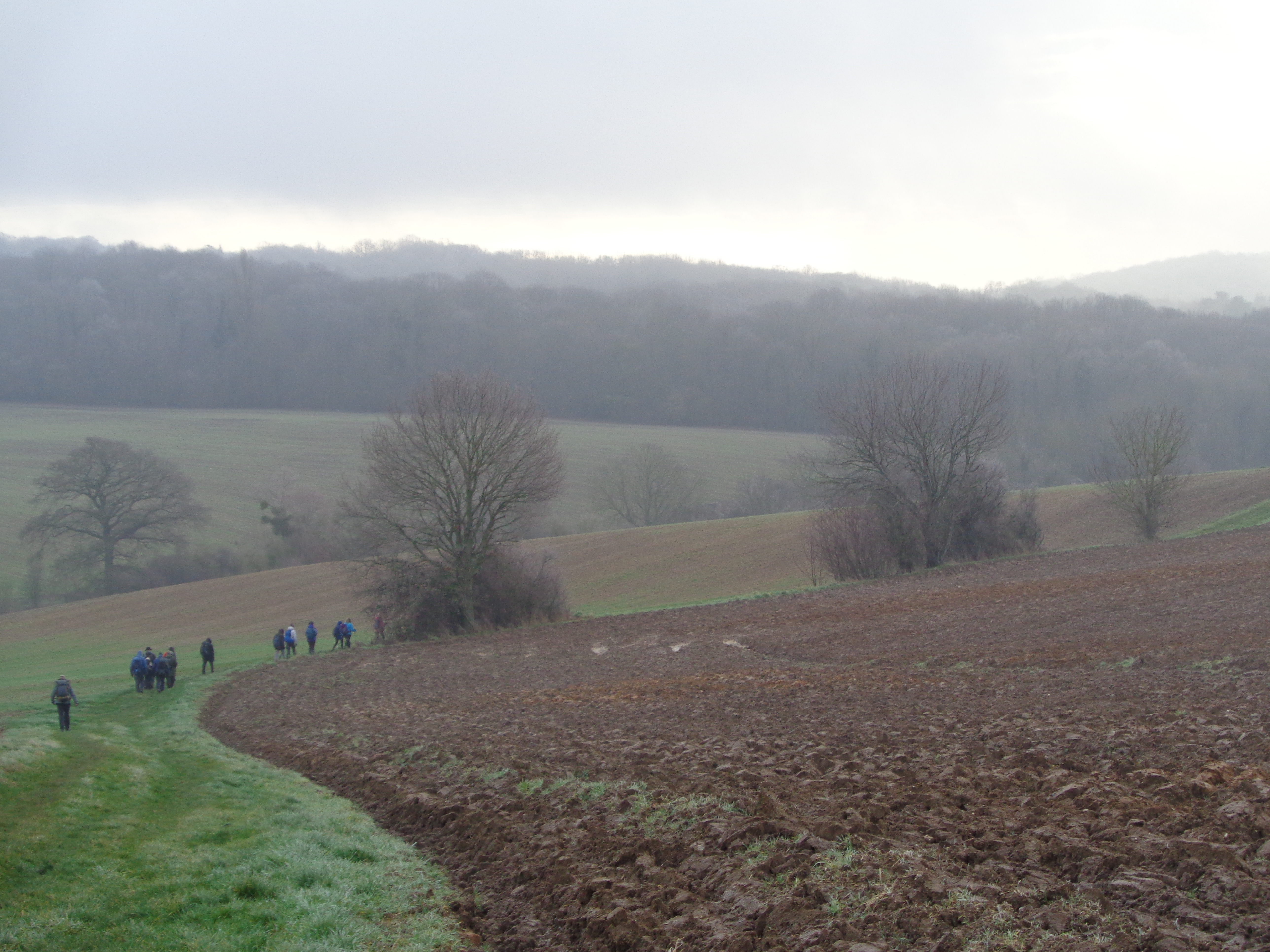
Randonnée pédestre dans le Vexin français, à proximité d'Aincourt, un matin de janvier 2022.

Les zones naturelles d'intérêt écologique, faunistique et floristique (ZNIEFF) représentent 28,80 % de la surface du territoire du parc naturel régional, répartis en huit grandes zones, soit environ 1/5 du territoire du Vexin français.
Le Vexin français compte 10 000 hectares de zones boisées, principalement de chênes, de châtaigniers et de charmes, dont le bois de la Tour du Lay, le bois de Morval et le bois du Chesnay.
Le Vexin français compte enfin de nombreuses zones humides protégées.
- Les buttes de Rosne

### Le patrimoine monumental
Le patrimoine du Vexin français est remarquablement bien conservé et a, fort heureusement, pour sa majeure partie survécu aux destructions de la Révolution. La révolution industrielle et l'urbanisation n'ayant que peu touché la région, ce riche patrimoine, tant monumental (châteaux, églises...) que vernaculaire (lavoirs, croix de chemins, fermes fortifiées, colombiers...) a justifié le classement du plateau en 1972 au titre des sites classés et la création d'un parc naturel régional, né par décret ministériel en 1995. Le Vexin français compte en effet pas moins de 120 églises et 80 châteaux, partiellement ou totalement classés monuments historiques.
Parmi le patrimoine vernaculaire le plus remarquable, on peut citer :
- les fermes fortifiées de Nesles-la-Vallée ;
- les colombiers d'Arthies, Maudétour-en-Vexin ou Haravilliers ;
- les lavoirs d'Amenucourt, Gargenville, Jouy-le-Moutier, ou Le Perchay ;
- le pont d'Aveny à Montreuil-sur-Epte ;
- les « boves » (habitations troglodytiques) de Haute-Isle et La Roche-Guyon ;
- le cadran solaire de l'église de Commeny.

### Tourisme

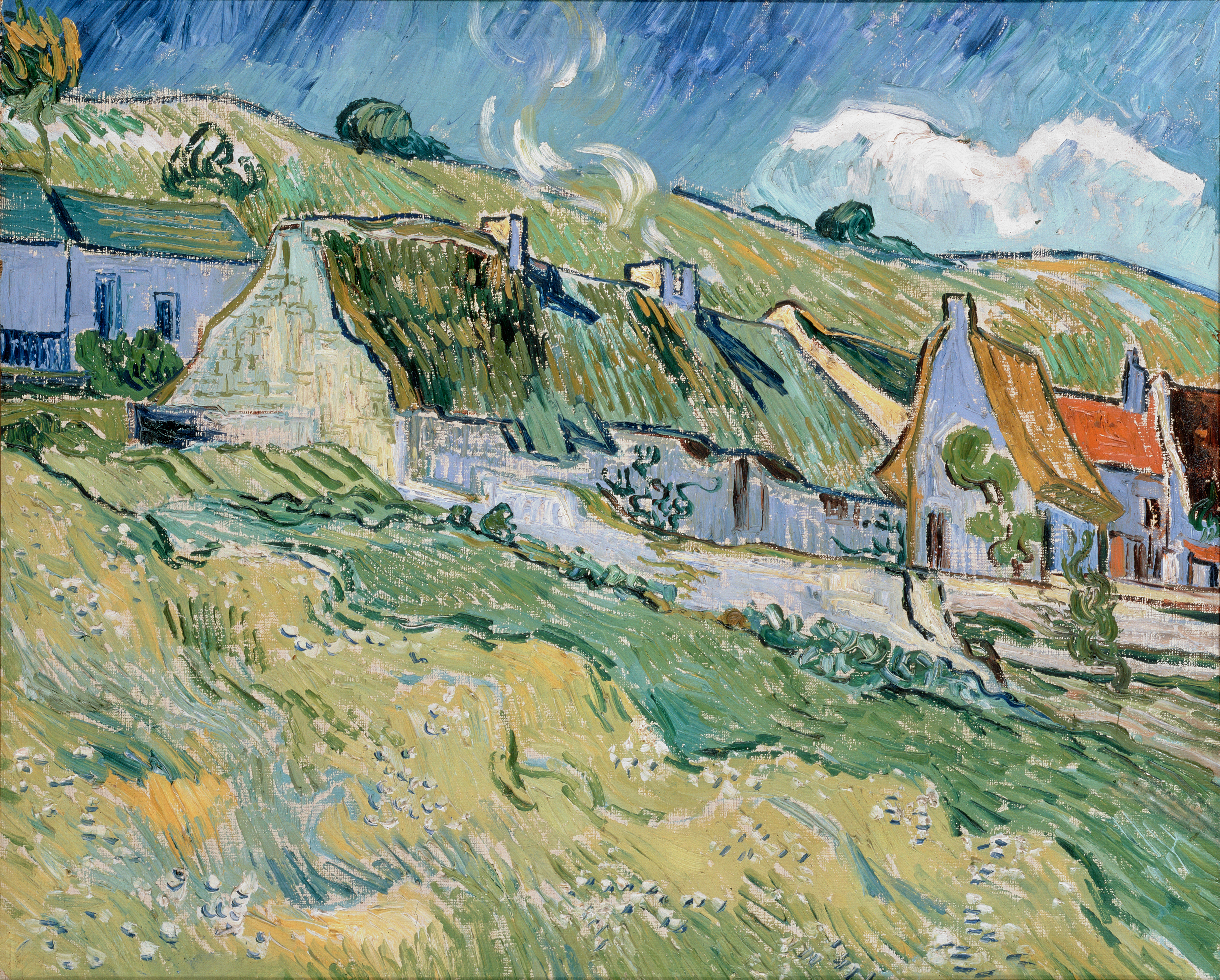
Vincent van Gogh, Chaumières à Auvers-sur-Oise, musée de l'Ermitage (1890).

Les principaux sites touristiques du Vexin français sont :
- Auvers-sur-Oise, le village des peintres où Vincent van Gogh finit sa vie, et qui compte de nombreux lieux de visite :
  - le château d'Auvers, qui accueille un parcours spectacle « Voyage au temps des impressionnistes »,
  - l'auberge Ravoux, dite « maison de Van-Gogh »,
  - la maison du Docteur Gachet,
  - le musée Daubigny,
  - la maison-atelier de Daubigny,
  - le musée de l'absinthe ;
- Pontoise, capitale historique du Vexin français, vieille ville, souterrains médiévaux ouverts à la visite, musée Pissarro, musée Tavet-Delacour... ;
- le château et le village de La Roche-Guyon ainsi que la route des crêtes dominant la Seine ;
- le domaine de Villarceaux (parc de 63 ha géré par le conseil régional d'Île-de-France et ouvert gratuitement à la visite) ;
- le musée archéologique du Val-d'Oise à Guiry-en-Vexin ;
- l'écomusée du Vexin français (Musée du Vexin français à Théméricourt, musée de la moisson à Sagy, maison du pain à Commeny, maison de la meunerie à Valmondois et maison de la pomme et des fruits oubliés à Saint-Clair-sur-Epte) ;
- le château d'Ambleville ;
- le château de Boury-en-Vexin ;
- l'église troglodytique de Haute-Isle ;
- le village médiéval de Reilly ;
- le château de Jambville, propriété des Scouts et Guides de France ;
- le Musée de paléontologie, d'archéologie et d'histoire locale Raymond Pillon, musée de France de Chaumont-en-Vexin.